# キリシタン大名
キリシタン大名（キリシタンだいみょう、吉利支丹大名）は、戦国時代から江戸時代初期にかけてキリスト教に入信し、洗礼を受けた大名のことである。

## 概要

### 戦国時代
イエズス会宣教師フランシスコ・ザビエルは戦国時代の日本をよく理解し、まず各地の戦国大名たちに領内での布教の許可を求め、さらに布教を円滑に進めるために大名自身に対する布教も行った。後から来日した宣教師たちも同様に各地の大名に謁見し、領内布教の許可や大名自身への布教を行っている。
その際、大名たちの歓心を得るために、布教の見返りに南蛮貿易や武器・弾薬（特に当時日本で生産できない硝石は羨望の的であった）の援助などを提示した者もおり、大名側もこうした宣教師から得られる利益をより多く得ようと、入信して歓心を買った者もいた。入信した大名の領地では、特に顕著にキリスト教が広がることになった。その後、キリスト教の教義やキリシタン大名の人徳や活躍ぶり（特に高山右近）に感化され、自ら入信する大名が現れ、南蛮貿易に関係のない内陸部などでもキリシタン大名は増えていった。また、畠山高政や六角義賢のように没落したのち改宗した大名もいた。
しかし、キリスト教に入信した大名とその配下達の中には、領地内の寺や神社を破壊したり焼き払ったり僧に冒涜を加えた者もあった。たとえば大村純忠が、領内の寺社や仏像といった偶像を大規模に破壊したことが『大村郷村記』やルイス・フロイスの報告書（1563年11月14日）に記されている。これらの破壊行為は宣教師自らが異教撲滅のため、キリシタン大名に教唆することもあった。また異教撲滅こそが神への奉仕であり、その見返りに神が合戦で勝利をもたらしてくれるという、大名自身の願望もその理由に含まれていただろうと考えられる。これらの騒動は、たとえば、スペインおよびポルトガルにおけるユダヤ教徒（セファルディム）およびムスリム（モリスコ）排斥や、異端審問といった16世紀から17世紀の非常に排他的かつ尖鋭的な状態にあったキリスト教（ローマ・カトリック）が、他宗排撃を良しとしなかった当時の日本と接触したことにより引き起こされた悲劇であった、と歴史学者の神田千里は分析している。
一方、神仏や寺院に対する破壊はキリスト教伝来以前にも熱心な仏教信者の間でも行われていたこと、大村純忠がキリスト教の洗礼後に真言密教などに深くはまっていたことなど当時の日本人の多くは仏教とキリスト教を対立するとは考えておらず兼宗可能とみていたとする指摘から、単純に仏教とキリスト教の対立に原因を求めることに批判もある。
一方で、仏教や神道を奉ずる大名の中にも、僧たちの意見を聞き入れ外来の宗教であるキリスト教を邪教として弾圧する者もおり、カトリック教徒と日本の旧来の宗教の信者達との間に憎悪と対立を深めていくことになった。また、豊臣秀吉により天下が統一されると、バテレン追放令（伴天連追放令）が出され、キリシタン大名に対する政治的な圧力が強まり、多くの大名が改易、もしくは神仏への改宗を余儀なくされ（強制改宗）、キリスト教の禁教と迫害の時代に入っていった。

### 江戸時代
江戸時代に入り、1613年（慶長18年）には禁教令も出されたため、秀吉に改易されながらも最後まで棄教を拒んだ高山右近はマニラ（フィリピン）に追放され、有馬晴信は刑死し、以後キリシタン大名は存在しない。
彼らの領内にいた多数のキリシタンは、仏教に改宗するか、隠れキリシタンとなるか、劇的な例では旧有馬領で起こった島原の乱という大規模な一揆の際に殺害され、歴史の表舞台から消えていった。

## キリシタン大名の一覧
| 九州 - 大友義鎮（宗麟） - 有馬晴信 - 大村純忠 | 関西 - 高山右近 - 小西行長 - 蒲生氏郷 - 黒田孝高 - 筒井定次 | 東海 - 織田秀信 |